# Zinapécuaro
Zinapécuaro est une municipalité de l'État mexicain de Michoacán, situé à 50 kilomètres au nord-est de la capitale Morelia.

## Personnalités
- Tirso Rafael Córdoba (1838-1889), humaniste, poète, historien, journaliste, avocat, homme politique, prêtre catholique et académicien, est né à Zinapécuaro.